# Illertissen
Illertissen är en stad i Landkreis Neu-Ulm i Regierungsbezirk Schwaben i förbundslandet Bayern i Tyskland. Illertissen har cirka 19 000 invånare.

## Personer från Illertissen
- Franz Xaver Dorsch
- Marc Forster
- Verena Sailer